# تايلور بروك
تايلور بروك هو ملحن كندي، ولد في 5 أكتوبر 1985.

## روابط خارجية
- تايلور بروك على موقع IMDb (الإنجليزية)